# Chersonisοs Gramvoussas kai nisides Ήmeri kai Άgria Gramvoussa, Pοntikοnisi
Chersonisοs Gramvoussas kai nisides Ήmeri kai Άgria Gramvoussa, Pοntikοnisi este o arie protejată (arie de protecție specială avifaunistică — SPA) din Grecia întinsă pe o suprafață de 12.671,16 ha, integral pe uscat.

## Localizare
Centrul sitului Chersonisοs Gramvoussas kai nisides Ήmeri kai Άgria Gramvoussa, Pοntikοnisi este situat la coordonatele 35°37′28″N 23°35′13″E / 35.624451°N 23.587002°E.

## Înființare
Situl Chersonisοs Gramvoussas kai nisides Ήmeri kai Άgria Gramvoussa, Pοntikοnisi a fost declarat arie de protecție specială avifaunistică în octombrie 2001 pentru a proteja 16 specii de animale.

## Biodiversitate
Situată în ecoregiunile marină mediteraneană și mediteraneană, aria protejată nu include niciun habitat protejat.
La baza desemnării sitului se află mai multe specii protejate de  păsări (16): fâsă-de-câmp (Anthus campestris), lăstunul mare (Apus apus), șorecarul comun (Buteo buteo), prundăraș de sărătură (Charadrius alexandrinus), cristeiul de câmp (Crex crex), egretă mică (Egretta garzetta), Falco eleonorae, șoim călător (Falco peregrinus), rândunică (Hirundo rustica), sfrâncioc roșiatic (Lanius collurio), codobatura galbenă (Motacilla flava), Phalacrocorax aristotelis desmarestii, corcodel mare (Podiceps cristatus), corcodel-cu-gât-negru (Podiceps nigricollis), turturică (Streptopelia turtur), Tachymarptis melba.